# كأس آسيا لكرة القدم الشاطئية
كأس آسيا لكرة القدم الشاطئية هي البطولة الرئيسية لكرة القدم الشاطئية في آسيا.البطولة الأولى كانت في دبي في سنة 2006 فازت به البحرين. الفائز والوصيف والمركز الثالث يتأهلون إلى كأس العالم لكرة القدم الشاطئية. تُعرف البطولة أيضًا باسم تصفيات كأس العالم لكرة القدم الشاطئية.
تم منح آسيا ثلاث مقاعد في النهائيات تحت تغييرات الفيفا الجديدة على تنظيم كأس العالم، وبالتالي يتأهل الفائز، والوصيف والمركز الثالث إلى نهائيات كأس العالم التالية. قبل عام 2006، لم تكن هناك طريقة متسقة لتحديد المتأهلين إلى كأس العالم عن قارة آسيا، حيث غالبًا ما تتم دعوة الدول للعب في النهائيات، دون التنافس على بطولة إقليمية آسيوية.
أنجح الدول هي ايران  التي فازت بأربعة  من البطولات الآسيوية الحادي عشر، المنعقدة حتى عام 2025. كما تأهلت إيران  لنهائيات كأس العالم تسعة مرات طوال البطولات حتى عام 2025 من خلال عدم خروجها عن المراكز الثلاثة الأولى في قارة آسيا محققة المركز الثالث كأفضل نتيجة لها في كأس العالم لكرة القدم الشاطئية. تليها اليابان   التي فازت بثلاثة بطولات  من البطولات الآسيوية  المنعقدة حتى عام 2025. كما تأهلت اليابان  لنهائيات عشرة  دورات من بطولات كأس حتى عام 2025 محققة المركز الرابع  كأفضل نتيجة لها في كأس العالم لكرة القدم الشاطئية.

## البطولات
| السنة | المدينة المستضيفة             |                                        | النهائي                                | النهائي                                | النهائي                                |                                        | تحديد المركز الثالث                    | تحديد المركز الثالث                    | تحديد المركز الثالث |
| السنة | المدينة المستضيفة             | الفائزين                               | النتيجة                                | الوصيف                                 | المركز الثالث                          | النتيجة                                | المركز الرابع                          |                                        |                     |
| 2006  | دبي، الإمارات العربية المتحدة | البحرين                                | 5–3                                    | اليابان                                | إيران                                  | 6–4                                    | الصين                                  |                                        |                     |
| 2007  | دبي، الإمارات العربية المتحدة | الإمارات العربية المتحدة               | 4–3                                    | اليابان                                | إيران                                  | 6–0                                    | البحرين                                |                                        |                     |
| 2008  | دبي، الإمارات العربية المتحدة | الإمارات العربية المتحدة               | 4–3                                    | اليابان                                | إيران                                  | 4–1                                    | الصين                                  |                                        |                     |
| 2009  | دبي، الإمارات العربية المتحدة | اليابان                                | 4–2                                    | البحرين                                | عمان                                   | 1–1 و.إ (2–1) ر.ج                      | إيران                                  |                                        |                     |
| 2011  | مسقط (عمان)، سلطنة عمان       | اليابان                                | 2–1                                    | عمان                                   | إيران                                  | 6–2                                    | الإمارات العربية المتحدة               |                                        |                     |
| 2013  | الدوحة، قطر                   | إيران                                  | 6–6 و.إ (5–4) ر.ج                      | اليابان                                | الإمارات العربية المتحدة               | 3–2                                    | أستراليا                               |                                        |                     |
| 2015  | الدوحة، قطر                   | عمان                                   | 1–1 و.إ (3–2) ر.ج                      | اليابان                                | إيران                                  | 8–3                                    | لبنان                                  |                                        |                     |
| 2017  | كوالا ترينغانو، ماليزيا       | إيران                                  | 7–2                                    | الإمارات العربية المتحدة               | اليابان                                | 6–3                                    | لبنان                                  |                                        |                     |
| 2019  | باتايا، تايلاند               | اليابان                                | 2–2 و.إ (3–1) ر.ج                      | الإمارات العربية المتحدة               | عمان                                   | 2–2 و.إ (2–1) ر.ج                      | فلسطين                                 |                                        |                     |
| 2021  | باتايا، تايلاند               | ألغيت بسبب جائحة فيروس كورونا في آسيا. | ألغيت بسبب جائحة فيروس كورونا في آسيا. | ألغيت بسبب جائحة فيروس كورونا في آسيا. | ألغيت بسبب جائحة فيروس كورونا في آسيا. | ألغيت بسبب جائحة فيروس كورونا في آسيا. | ألغيت بسبب جائحة فيروس كورونا في آسيا. | ألغيت بسبب جائحة فيروس كورونا في آسيا. |                     |
| 2023  | باتايا، تايلاند               | إيران                                  | 6–0                                    | اليابان                                | عمان                                   | 4–2                                    | الإمارات العربية المتحدة               |                                        |                     |

## المنتخبات الناجحة
| الفريق                   | الألقاب              | الوصيف                           | المركز الثالث                    | المركز الرابع  | أعلى 4 |
| ------------------------ | -------------------- | -------------------------------- | -------------------------------- | -------------- | ------ |
| اليابان                  | 3 (2009, 2011, 2019) | 5 (2006, 2007, 2008, 2013, 2015) | 1 (2017)                         | -              | 9      |
| الإمارات العربية المتحدة | 2 (2007*, 2008*)     | 2 (2017, 2019)                   | 1 (2013)                         | 2 (2011 ,2023) | 7      |
| إيران                    | 2 (2013, 2017)       | -                                | 5 (2006, 2007, 2008, 2011, 2015) | 1 (2009)       | 8      |
| عمان                     | 1 (2015)             | 1 (2011*)                        | 3 (2009, 2019 ,2023)             | -              | 5      |
| البحرين                  | 1 (2006)             | 1 (2009)                         | -                                | 1 (2007)       | 3      |
| الصين                    | -                    | -                                | -                                | 2 (2006, 2008) | 2      |
| لبنان                    | -                    | -                                | -                                | 2 (2015, 2017) | 2      |
| أستراليا                 | -                    | -                                | -                                | 1 (2013)       | 1      |
| فلسطين                   | -                    | -                                | -                                | 1 (2019)       | 1      |

*= الدولة المستضيفة

## المنتخبات المتأهلة لكأس العالم
المنتخبات المتأهلة لكأس العالم لكرة القدم الشاطئية في آسيا هي:
- اليابان (10) حتى بطولة 2025
- إيران (9) حتى بطولة 2025
- الإمارات (6)(منها مرة هي المضيفة)حتى بطولة 2025
- البحرين (2)
- عمان (6)

## إنظر أيضا
كأس العالم لكرة القدم الشاطئية